# Antonio Rodríguez Martín
Antonio Rodríguez Martín är en ort i Mexiko.   Den ligger i kommunen Uxpanapa och delstaten Veracruz, i den sydöstra delen av landet, 600 km öster om huvudstaden Mexico City. Antonio Rodríguez Martín ligger 185 meter över havet och antalet invånare är 129.
Terrängen runt Antonio Rodríguez Martín är kuperad åt sydväst, men åt nordost är den platt.  Trakten runt Antonio Rodríguez Martín är nära nog obefolkad, med mindre än två invånare per kvadratkilometer. Närmaste större samhälle är Colonia del Valle, 14,1 km nordost om Antonio Rodríguez Martín. I omgivningarna runt Antonio Rodríguez Martín växer i huvudsak städsegrön lövskog.